# Bhuj
Bhuj là một thành phố và khu đô thị của quận Kachchh thuộc bang Gujarat, Ấn Độ.

## Địa lý
Bhuj có vị trí 23°16′B 69°40′Đ / 23,27°B 69,67°Đ Nó có độ cao trung bình là 110 mét (360 foot).

### Khí hậu
| Dữ liệu khí hậu của Bhuj (1971–2000)                                    | Dữ liệu khí hậu của Bhuj (1971–2000) | Dữ liệu khí hậu của Bhuj (1971–2000) | Dữ liệu khí hậu của Bhuj (1971–2000) | Dữ liệu khí hậu của Bhuj (1971–2000) | Dữ liệu khí hậu của Bhuj (1971–2000) | Dữ liệu khí hậu của Bhuj (1971–2000) | Dữ liệu khí hậu của Bhuj (1971–2000) | Dữ liệu khí hậu của Bhuj (1971–2000) | Dữ liệu khí hậu của Bhuj (1971–2000) | Dữ liệu khí hậu của Bhuj (1971–2000) | Dữ liệu khí hậu của Bhuj (1971–2000) | Dữ liệu khí hậu của Bhuj (1971–2000) | Dữ liệu khí hậu của Bhuj (1971–2000) |
| Tháng                                                                   | 1                                    | 2                                    | 3                                    | 4                                    | 5                                    | 6                                    | 7                                    | 8                                    | 9                                    | 10                                   | 11                                   | 12                                   | Năm                                  |
| ----------------------------------------------------------------------- | ------------------------------------ | ------------------------------------ | ------------------------------------ | ------------------------------------ | ------------------------------------ | ------------------------------------ | ------------------------------------ | ------------------------------------ | ------------------------------------ | ------------------------------------ | ------------------------------------ | ------------------------------------ | ------------------------------------ |
| Cao kỉ lục °C (°F)                                                      | 37.0 (98.6)                          | 38.9 (102.0)                         | 43.9 (111.0)                         | 45.6 (114.1)                         | 47.8 (118.0)                         | 47.0 (116.6)                         | 41.3 (106.3)                         | 41.2 (106.2)                         | 42.8 (109.0)                         | 44.0 (111.2)                         | 39.7 (103.5)                         | 35.4 (95.7)                          | 47.8 (118.0)                         |
| Trung bình ngày tối đa °C (°F)                                          | 27.4 (81.3)                          | 30.1 (86.2)                          | 35.4 (95.7)                          | 39.2 (102.6)                         | 39.7 (103.5)                         | 37.9 (100.2)                         | 34.3 (93.7)                          | 33.0 (91.4)                          | 34.9 (94.8)                          | 36.8 (98.2)                          | 32.9 (91.2)                          | 28.8 (83.8)                          | 34.2 (93.6)                          |
| Tối thiểu trung bình ngày °C (°F)                                       | 8.4 (47.1)                           | 11.4 (52.5)                          | 17.0 (62.6)                          | 21.9 (71.4)                          | 25.2 (77.4)                          | 27.2 (81.0)                          | 26.4 (79.5)                          | 25.3 (77.5)                          | 23.9 (75.0)                          | 20.7 (69.3)                          | 14.7 (58.5)                          | 9.6 (49.3)                           | 19.3 (66.7)                          |
| Thấp kỉ lục °C (°F)                                                     | −0.2 (31.6)                          | 0.3 (32.5)                           | 5.5 (41.9)                           | 12.7 (54.9)                          | 16.6 (61.9)                          | 16.1 (61.0)                          | 19.4 (66.9)                          | 20.0 (68.0)                          | 17.8 (64.0)                          | 11.1 (52.0)                          | 6.0 (42.8)                           | 0.6 (33.1)                           | −0.2 (31.6)                          |
| Lượng Giáng thủy trung bình mm (inches)                                 | 2.0 (0.08)                           | 0.6 (0.02)                           | 1.2 (0.05)                           | 0.2 (0.01)                           | 2.6 (0.10)                           | 34.7 (1.37)                          | 104.6 (4.12)                         | 74.4 (2.93)                          | 43.5 (1.71)                          | 8.1 (0.32)                           | 4.3 (0.17)                           | 0.2 (0.01)                           | 276.4 (10.88)                        |
| Số ngày mưa trung bình                                                  | 0.3                                  | 0.1                                  | 0.2                                  | 0.1                                  | 0.4                                  | 1.4                                  | 4.4                                  | 3.5                                  | 2.3                                  | 0.7                                  | 0.5                                  | 0.0                                  | 13.6                                 |
| Nguồn: India Meteorological Department (record high and low up to 2010) |                                      |                                      |                                      |                                      |                                      |                                      |                                      |                                      |                                      |                                      |                                      |                                      |                                      |